# Skallig uakari
Skallig uakari (Cacajao calvus), alternativt scharlakansansikte, är en däggdjursart som först beskrevs av I. Geoffroy Saint-Hilaire 1847. Arten ingår i släktet kortsvansapor, inom familjen Pitheciidae.

## Utseende
Arten kännetecknas av det scharlakansröda ansikte som gav den sitt alternativa svenska trivialnamn. Pälsens färg kan variera mellan olika nyanser av orange, röd och vit. Individerna når en kroppslängd (huvud och bål) mellan 54 och 57 cm och en svanslängd av 14 till 18,5 cm. Hanar är med en genomsnittlig vikt av 3,5 kg större än honor som når ungefär 2,9 kg.

## Utbredning och habitat
Utbredningsområdet ligger i östra Peru och nordvästra Brasilien. Arten vistas där i skogar som följer Amazonflodens källfloder eller i träskmarker.

## Ekologi
Flera hanar och honor bildar flockar som kan ha upp till 100 medlemmar. Vid födosöket delar sig flocken ofta i mindre grupper. Skallig uakari äter blad, knoppar, frukter, andra växtdelar och några insekter. Flocken är främst aktiv på dagen. Individerna vistas nästan uteslutande i träd, bara under torra perioder når de ibland marken.
Fortplantningen sker mellan december och mars. Honor kan para sig vartannat år och per kull föds oftast en enda unge. Dräktigheten varar ungefär 6 månader. Ungen håller sig i början fast vid moderns buk och klättrar senare på hennes rygg. Honan slutar efter 3 till 5 månader med digivning. Ungdjur av honkön blir vanligen efter tre år könsmogna och hanar först efter sex år.
Livslängden i naturen är upp till 18 år och med människans vård kan individer bli 27 år gamla.

## Scharlakansikte och människor
Flera individer är försöksdjur för att testa nya mediciner eller för psykologiska studier.
I sitt utbredningsområde hotas de av skogsavverkningar och jakt för köttets skull. I Peru och Brasilien blev flera skyddsområden inrättade för att bevara arten. IUCN listar scharlakansansikte som sårbar (VU).

## Systematik
Skallig uakari tillhör släktet Cacajao som bildas av två eller fyra arter, beroende på auktoritet.
Wilson & Reeder (2005) skiljer mellan fyra underarter.
- Cacajao calvus calvus
- Cacajao calvus novaesi
- Cacajao calvus rubicundus
- Cacajao calvus ucayalii

Catalogue of Life listar däremot inga underarter.